# Marfa și banii
Marfa și banii este un film românesc din 2001 regizat de Cristi Puiu. Rolurile principale au fost interpretate de actorii Alexandru Papadopol, Dragoș Bucur și Ioana Flora. Este filmul cu care a început ceea ce s-a numit mai târziu Noul Cinema Românesc sau Noul Val.

## Rezumat
Un tânăr din Constanța care deține propria afacere (vinde la geamul apartamentului) își dorește să se extindă și să-și cumpere chioșc, dar nu are deocamdată mijloace. Un grangur local îi oferă o sumă importantă de bani pentru un transport în aparență simplu: o geantă care trebuie dusă la București, la o adresă precisă. Se pare însă că geanta conține anumite lucruri care îi interesează și pe alții. Convins la început că și-a vândut doar serviciile, tânărul…

## Distribuție
Distribuția filmului este alcătuită din:
- Alexandru Papadopol — Ovidiu, un tânăr întreprinzător din Constanța, proprietarul unui butic de cartier
- Dragoș Bucur — Valentin („Vali”) Pătrănescu, prietenul lui Ovidiu
- Ioana Flora — Beatrice („Betty”), iubita lui Vali, o tânără originară din Medgidia
- Luminița Gheorghiu — dna Cati, mama lui Ovidiu, vânzătoare la butic
- Răzvan Vasilescu — Marcel Ivanov, un afacerist constănțean implicat în niște afaceri ilegale
- Doru Ana — dl Doncea, un afacerist bucureștean, destinatarul mărfii
- Constantin Drăgănescu — Mitică, soțul lui Cati și tatăl lui Ovidiu (menționat Costică Drăgănescu)
- Petre Pletosu — plutonierul Vlădău de la Poliția Rutieră
- Mihai Ionescu — Sotir Erdogan, un afacerist turc, colaboratorul lui Ivanov
- Jana Gorea — bunica lui Ovidiu
- Marius Bărdășan
- Marius Bunica
- Nicu Cîrstea
- Marian Chirvase
- Vasile Ciobanu
- Nicolae Cobalschi
- Silviu Coruț
- Doru Dumitrescu
- Șerban Georgevici — bodyguardul lui Doncea
- Nicolae Gheorghiță
- Adriana Iurașcu
- Simona Marinică
- Andrei Mirea
- Carmen Mustățea
- Mihai Novăcescu
- Sanda Oprișor
- Octavia Puiu
- Daniel Tudorică
- Cristian Bărdășan — copil
- Ionuț Mihăilescu — copil
- Orlando Chirvase — copil
- Răzvan Dincă — copil

## Primire
Filmul a fost vizionat de 4.246 de spectatori în cinematografele din România, după cum atestă o situație a numărului de spectatori înregistrat de filmele românești de la data premierei și până la data de 31 decembrie 2014 alcătuită de Centrul Național al Cinematografiei.